# Adriaen Blomme
Adriaen Blomme (Ettelgem, 25 maart 1619 – Varsenare, 29 juli 1684), heer van Cronevoorde en Westvoorde (gezegd Calkaerts Leen - Moerkerke), was schepen en burgemeester van het Westkwartier van het Brugse Vrije.

## Familie
Adriaen Blomme was een zoon van Jonkheer Charles Blomme (1586-1652), heer van den Hove van Westende, kapitein van de stad Brugge en vanaf 1623 schepen van het Westkwartier van het Brugse Vrije, en Marie van Marievoorde (1582-1655), vrouwe van den Hove van Westende. Hij had drie zussen.
Zijn grootouders aan vaders kant waren Pieter Blomme en Anna van Marievoorde. Pieter was pensionaris van Veurne, later pensionaris van het Brugse Vrije, en nam in die functie deel aan de eerste vergaderingen van de Staten-Generaal van de opstandige Noordelijke Nederlanden. Ook zijn grootvader aan moeders kant, Charles van Marievoorde, is burgemeester van het Brugse Vrije geweest.
Hij trouwde in 1647 met Isabella Boom (1625-1654) en daarna met Petronella van den Hooghelande, Vrouwe van Hooghlande, Burchcautre, etc. (†1684). Hij had 5 kinderen uit zijn eerste en 8 kinderen uit zijn tweede huwelijk.

## Loopbaan

### Militair
Blomme begon zijn carrière als kapitein van een infanteriecompagnie in het Leger van Vlaanderen. Vanaf 1642 diende hij onder don Andrea Cantelmo en een jaar later in het regiment van de graaf van Moscou.
In 1652 trad hij toe tot het schepencollege van het Brugse Vrije in het Westkwartier.

### Burgemeester

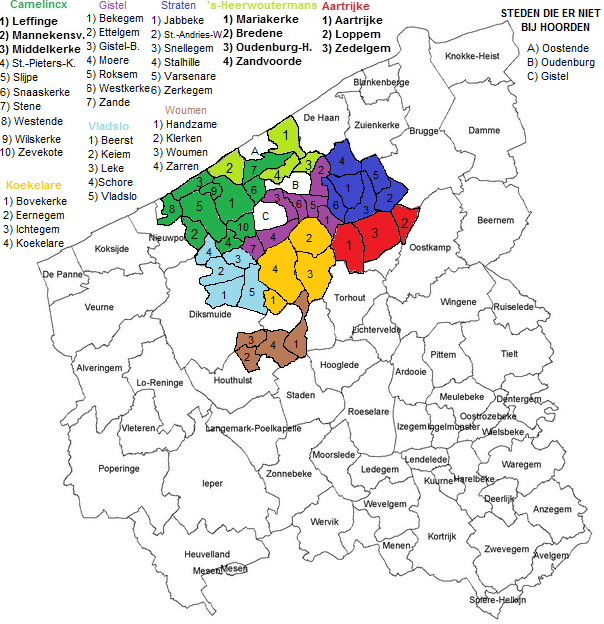
Kaart van het Westkwartier van het Brugse Vrije

In 1665 wordt Blomme benoemd tot Burgemeester van het Westkwartier van het Brugse Vrije. In 1666 is hij aanwezig bij de Blijde Inkomst van de nieuwe graaf van Vlaanderen, koning Karel II van Spanje. In 1681 werd hij opnieuw tot Burgemeester van het Vrije van Brugge benoemd.

### Kasteel Cronevoorde
Blomme erfde het kasteel Cronevoorde te Handzame van zijn oud- en peetoom Adriaen Blomme, maar het is de vraag of hij daar ook woonde. Bij een haardtelling in Varsenare in 1674 woont er een ‘jonker Adriaen Blomme’ op kasteel ‘de Blauwen Torre’. Aangezien zijn kinderen veelal in Brugge en Varsenare gedoopt werden, en Adriaen voor zijn functie als schepen en burgemeester in Brugge moest zijn, lijkt het aannemelijk dat hij in Varsenare woonde. ‘tHof ten Blauwen Torre’ in Varsenare omvatte 21,6 ha grond.

### Proost van de rederijkerskamer
In 1670 wordt hij proost van de rederijkerskamer ‘De Weerde Drie Santinnen’ te Brugge, de rederijkerskamer voor de burgers van het Brugse Vrije. Uit een beschrijving van zijn inhuldiging in 1670, werd door de leden van de Brugse rederijkerskamer ‘Van de Heilige Geest’ een lofdicht (‘Lof der Blommen’) geschreven door Jan Lambrecht en verscheidene balletten opgevoerd.
In een publicatie van de ‘Costumen’ van het Vrije van Brugge uit 1676 wordt hij genoemd als schepen van het Westkwartier en ‘Heere van Croonevoorde, Lieutenant General vande Valckenerie Van Vlaenderen’.
In februari 1683 was hij als Burgemeester van het Vrije van Brugge aanwezig bij de inauguratie van Jonker Frans van den Hende als Hoofdman van de rederijkerskamer van de Heilige Geest.